# Madrid Open 2025
Madrid Open 2025 a fost un turneu profesionist de tenis care s-a desfășurat pe terenuri cu zgură, în aer liber, în perioada 22 aprilie−4 mai 2025 la Caja Mágica din Madrid, Spania. A fost cea de-a 23-a ediție a evenimentului masculin și a 16-a ediție a evenimentului feminin și a fost clasificat ca eveniment ATP 1000 pe Circuitul ATP 2025 și eveniment WTA 1000 pe Circuitul WTA 2025.
Din cauza unei pene masive de curent în Peninsula Iberică, programul de după-amiază și de seară din 28 aprilie 2025 a fost anulat, meciurile fiind reprogramate pentru ziua următoare.

## Campioni

### Simplu masculin
Pentru mai multe informații consultați Madrid Open 2025 – Simplu masculin

### Simplu feminin
Pentru mai multe informații consultați Madrid Open 2025 – Simplu feminin

### Dublu masculin
Pentru mai multe informații consultați Madrid Open 2025 – Dublu masculin

### Dublu feminin
Pentru mai multe informații consultați Madrid Open 2025 – Dublu feminin

## Puncte și premii în bani

### Distribuția punctelor
| Probă           | C    | F   | SF  | QF  | Runda 4 | Runda 3 | Runda 2 | Runda 1 | Q   | Q2  | Q1  |
| Simplu masculin | 1000 | 650 | 400 | 200 | 100     | 50      | 30*     | 10      | 20  | 10  | 0   |
| Dublu masculin  | 1000 | 600 | 360 | 180 | 90      | 0       | N/A     | N/A     | N/A | N/A | N/A |
| Simplu feminin  | 1000 | 650 | 390 | 215 | 120     | 65      | 35*     | 10      | 30  | 20  | 2   |
| Dublu feminin   | 1000 | 650 | 390 | 215 | 120     | 10      | N/A     | N/A     | N/A | N/A | N/A |

### Premii în bani
| Probă           | C        | F        | SF       | QF       | Runda 4 | Runda 3 | Runda 2 | Runda 1 | Q2      | Q1     |
| Simplu masculin | €985,030 | €523,870 | €291,040 | €165,680 | €90,445 | €52,925 | €30,895 | €20,820 | €12,090 | €6,270 |
| Simplu feminin  | €985,030 | €523,870 | €291,040 | €165,680 | €90,445 | €52,925 | €30,895 | €20,820 | €12,090 | €6,270 |
| Dublu masculin* | €400,560 | €212,060 | €113,880 | €56,950  | €30,540 | €16,690 | N/A     | N/A     | N/A     | N/A    |
| Dublu feminin*  | €400,560 | €212,060 | €113,880 | €56,950  | €30,540 | €16,690 | N/A     | N/A     | N/A     | N/A    |

*per echipă